# Dălbok izvor
Dălbok izvor (bulgariska: Дълбок извор) är ett distrikt i Bulgarien.   Det ligger i kommunen Obsjtina Părvomaj och regionen Plovdiv, i den centrala delen av landet, 160 km sydost om huvudstaden Sofia.